# 輪狀病毒疫苗
輪狀病毒疫苗 是用於預防輪狀病毒感染的疫苗。 輪狀病毒是造成孩童腹瀉的最主要原因。 輪狀病毒疫苗在開發中國家預防了15%到34%的嚴重腹瀉；在已開發國家避免了37%到96%的嚴重腹瀉。 疫苗有效地降低了孩童因為嚴重腹瀉而死亡的風險。 施打過疫苗的孩童，在成年後比未接受過疫苗的成人更能抵抗輪狀病毒感染。
世界衛生組織建議在輪狀病毒流行地區，應該例行施打輪狀病毒疫苗。 疫苗注射措施應該和鼓勵母乳撫育、確實洗手、乾淨飲水與清潔一同进行。輪狀病毒疫苗由口服途徑給予，需要給予兩到三劑。出生後六個月接種第一劑。
輪狀病毒疫苗對孩童與人類免疫缺陷病毒感染者皆相當安全。舊的輪狀病毒疫苗曾經有報導指出跟腸套疊有關，但現在的版本則並未有明確連結。為了避免可能的腸套疊風險，曾經有腸套疊病史的嬰幼兒應避免注射此疫苗。輪狀病毒疫苗為減毒性疫苗。
2006年，此疫苗在美國上市。 它是世界衛生組織基本藥物標準清單的其中之一，意即在基本醫療衛生制度裡非常需要、也相當重要的一項藥物 2014年，輪狀病毒疫苗的批發價介於6.96到20.66美元。 在美國，一劑輪狀病毒疫苗價值超過200美金。 2013年，全球目前有兩種疫苗：Rotarix 和 RotaTeq。